# EDGE STYLE
EDGE STYLE（エッジスタイル）は、双葉社が発売していた女性向けファッション雑誌。

## 歴史
2009年11月28日に創刊準備号となる0号が発行された。2010年3月に月刊雑誌として創刊される予定だったが、台湾版の同時創刊の為に延期された。同年6月7日に創刊された。創刊号の表紙は歌手の倖田來未が飾った。創刊号は情報サイト『サイゾーウーマン』の雑誌批評で否定的評価をされた。
2014年3月号（同2月7日発売）を最後に休刊とされた。
なお、熊本県に本社を置く住宅建設業者「株式会社EDGE STYLE」とは何の関係もない。

## 特徴

### 作風
「個性（EDGE）」をテーマに、モデル達が独自の切り口で様々な情報を発信していく。編集長の渡辺拓滋によると、本誌は「大人ギャルのファッション&ゴシップ誌」であり、モデルの私生活・ファッションと国内外のゴシップを読ませるものとが核となる。創刊にあたって「セクシー」「リアル」「ゴシップ」「ラブ」の4つのテーマが用意された。これは、それぞれ「よりセクシーなファッション」「生き方そのものを出して見せる」「国内外のゴシップ記事」「恋愛の告白」という意味を持つ。
渡辺は読者層は主に「これから理想の彼と結婚して、女性として自分の人生を築いていこうと思っている」25歳前後の女性になると分析している。また、東京都内に住むOLより、渋谷に憧れる地方に住むネイルアーティストや看護士など専門職の人の方が親和性が高いだろうとしている。自己主張が出来る力を持った人や、そうありたいと願う人をサポートしたいと語っている。対象読者の各メディアによって若干異なり、双葉社の媒体資料やファッション情報サイト『レディースファッション東京』では「20代の女性が中心」、『サイゾーウーマン』は「10代後半から30代前半」となっている。
ファッションはギャルに人気の高い定番ブランドを取り上げている。複数の有名人の告白本をヒットさせた渡辺拓滋が手がける雑誌らしく、「告白ネタ」が掲載されるのが特徴である。例えば、創刊号においてモデルのMALIAが離婚の真相を明かしたり、2010年8月号では、専属モデルの小森純が結婚破談を告白しセミヌードを披露している。同年11月号では押尾学が獄中で綴った手記の一部が公開された。

### 発行部数
創刊号の発行部数は20万部。それ以降は、双葉社の媒体資料によると15万部（2010年時点）である。

## モデル
日本人モデルを多用している。創刊準備号には小森純、桃華絵里、板橋瑠美、Kei（現・Lie）、椿姫彩菜、きんきら☆きん、今泉宏美が起用された。2010年3月時点では、その7名が月刊化以降の専属モデルとして発表されていた。そして、創刊号で専属モデルとして正式に発表されたのは小森、板橋、今泉、Lie、向山志穂、ERICA、Annie G、福住夏希、山崎麻衣、友稀サナ、makimu、三輪麻未、塚本愛梨、花輪彩香の14人である。また、亀田三兄弟の妹亀田姫月が創刊号でモデルデビューを果たした。誌面では発表されなかったが、一部の報道で亀田が専属モデルとなるとの発表があった。

### 一覧
創刊準備号
- 小森純
- 桃華絵里
- 板橋瑠美
- Kei（現・Lie）
- 椿姫彩菜
- きんきら☆きん
- 今泉宏美

#### 現在
- 小森純（2010年7月号 - 現在）
- 板橋瑠美（同上）
- 今泉宏美（同上）
- Lie（同上）
- 向山志穂（同上）
- ERICA（同上）
- Annie G（同上）
- 福住夏希（同上）
- 山崎麻衣（同上）
- 友稀サナ（同上）
- 三輪麻未（同上）
- 塚本愛梨（同上）
- 花輪彩香（同上）
- 亀田姫月（同上）

- 秋山未来（2010年10月号[12] - 現在）
- Ryo（同上[13]）
- 遠藤彰子
- 北川富紀子
- きんきら☆きん
- YVE
- 武田真理子
- 近田祐理子
- 新井美穂 (モデル)（2011年9月号）
- 鈴木奈々（2012年1月号 -）
- 中北成美（同上）
- 鈴木あや（2012年3月号 -）
- 斉藤夏海（2013年12月号 -）

#### 過去
- makimu（2010年7月号 - 2011年）